# 西南大学计算机与信息科学学院
西南大学计算机与信息科学学院前身是原西南师范大学计算机与信息科学学院和西南农业大学信息学院于2006年4月合并成立。该学院与中国科学院计算技术研究所、德国西门子公司、重庆宏信软件公司等单位合作建有了“西南大学语义网格实验室”、“商务智能实验室”、“数字媒体实验室”、“西南大学西门子先进控制研究室”。中国著名的IT报纸电脑报早期亦由该学院创办及编辑，该院邱玉辉、张自力教授先后担任过电脑报主编。

## 历史
西南大学计算机与信息科学学院于2006年4月由原西南师范大学计算机与信息科学学院和西南农业大学信息学院合并而成。西南师范大学计算机与信息科学学院由原西南师范大学计算机科学系、信息管理系、电化教育系于1999年1月28日合并成立。

## 开设专业

### 本科专业
- 计算机科学与技术系

- 教育技术系

- 信息管理系

- 软件工程系

- 网络工程系

- 自动化系

- 电子商务系

### 研究生专业
- 计算机科学与技术

- 教育技术学

- 情报学

- 图书馆学

## 研究室所
- 人工智能研究所——知识工程研究室、中文信息处理研究室、神经网络研究室

- 自动化研究所

- 人工智能研究室

- 数字媒体处理与通信研究室

- 自动控制系统研究室

- 智能软件与软件工程重点实验室
- 智能软件研究室
- 软件工程研究室
- 信号处理研究室
- 智能控制研究室
- 教育技术研究室
- 情报学研究室
- 重庆市智能仪表及控制装备工程技术研究中心

## 學歷課程
西南大学计算机与信息科学学院提供以下課程：
| 學位           | 英文名稱             | 英文縮寫 | 簡述                                                                       |
| -------------- | -------------------- | -------- | -------------------------------------------------------------------------- |
| 计算机科学学士 | Computer Science     | LL.B.    | 计算机基础本科課程，學生須修畢指定必修科、一定數量的選修科和完成畢業論文。 |
| 软件工程学士   | Software Engeneering | LL.B.    | 软件工程本科課程，學生須按研究方向修畢指定學科，並完成研究論文。           |
| 教育技术学士   | Software Engeneering | LL.B.    | 教育技术本科課程，學生須按研究方向修畢指定學科，並完成研究論文。           |
| 信息管理学士   | Software Engeneering | LL.B.    | 信息管理本科課程，學生須按研究方向修畢指定學科，並完成研究論文。           |
| 网络工程学士   | Software Engeneering | LL.B.    | 网络工程本科課程，學生須按研究方向修畢指定學科，並完成研究論文。           |
| 电子商务学士   | Software Engeneering | LL.B.    | 电子商务本科課程，學生須按研究方向修畢指定學科，並完成研究論文。           |

## 部份著名學者及校友
（註：以下之學歷羅列西南大学计算机与信息科学学院及西南师范大学计算机与信息科学学院、西南农业大学信息学院所頒授之學歷。）
- 著名學者

| 姓名   | 簡述                               | 西南大学计算机与信息科学学院 | 其他 |
| ------ | ---------------------------------- | ---------------------------- | ---- |
| 邱玉辉 | 原西南师范大学大学校长。           | 教授，博士畢業               |      |
| 张自力 | 西南大学计算机与信息科学学院院長。 | 教授、畢業                   |      |

- 著名校友
  - 邱玉辉　–　曾任西南师范大学校长。